# دولنی کوونیتسه
دولنی کوونیتسه (به چکی: Dolní Kounice) یک منطقهٔ مسکونی در جمهوری چک است که در ناحیه برنو-تسوونتری واقع شده‌است. دولنی کوونیتسه ۲٬۴۵۴ نفر جمعیت دارد.